# Tipula (Nippotipula) pulcherrima
Tipula (Nippotipula) pulcherrima is een tweevleugelige uit de familie langpootmuggen (Tipulidae). De soort komt voor in het Oriëntaals gebied.